# Takashi Miwa
Takashi Miwa, född den 1 december 1969, är en japansk idrottare som tog brons i baseboll vid olympiska sommarspelen 1992 i Barcelona.